# أغنيس مونيكا
أغنيس مونيكا ملجوتو (بالإندونيسية: Agnez Mo)‏ وشهرتها أغنيس مونيكا (بالإندونيسية: Agnez Mo)‏، مغنية إندونيسية. من مواليد جاكرتا 1 يوليو 1986 بدأت حياتها الفنيه في سن مبكره في عمر ست سنوات.أصدرت أغنيس في طفولتها ثلاثة ألبومات للأطفال ما جعلها تنضم الي مصاف المطربين الأكثر شعبية في هذه السن وذلك نحو عام 1990. لم تتوقف موهبتها عند الغناء بل شملت تقديم بعض برامج الأطفال التلفزيونية. بدأت أغنيس في سن المراهقة بالانضمام إلى عالم التمثيل وظهرت في مسلسل الزواج المبكر (2001) وهو ماقدم لها النجاح في هذا المجال. ثم مسلسل أوبرا الصابون الذي جعلها من الممثلات الأعلى أجرافي ذلك الوقت.
في عام 2003، أصدرت أغنيس ألبومها الغنائي الأول بعنوان الكبار ويروى، وهو ما أعادهها مره أخرى إلى ساحة الغناء في إندونيسيا. وقد شجعها نجاح هذا الألبوم على إصدار ألبومها الثاني.الذي صدر في عام 2005، Whaddup A '..؟!، وقد تعاون معها المغني الأمريكي كيث مارتن كما تشاركت أغنيس في تصوير مسلسلين في الدراما الآسيوية، مستشفى والرومانسية في البيت الأبيض في تايوان.
فازت أغنيس بجائزة آسيا اغنية مهرجان في سيول، كوريا الجنوبية، لعامين متتاليين في 2008 و 2009.وفازت بجائزة عن ألبومها الثالث،Agnezious Sencredaly، كما خاضت أغنيس مجال الإنتاج وكتابة الأغاني. في عام 2010، تم اختيارها كأحد أعأعضاء لجنة التحكيم في برنامج لاكتشاف المواهب الأندونيسية الاندونيسية المعبود. وكانت أغنيس أيضا ضيفة على السجادة الحمراء أثناء حفل توزيع جوائز الموسيقى الأمريكية، 2010 في لوس أنجلوس،
أصبحت أغنيس في قمة شعبيتها، وتأثيرها على الجمهور في أسلوب ملابسها وأغانيها. بالإضافة إلى النجاح التجاري، أغنيس هي المغنية الأكثر حصدا للجوائز في إندونيسيا. وقد فازت بالعشرات من الجوائز، بما في ذلك المراكز العشرة الأولى هدية من الموسيقى إندونيسيا، سبعة جوائز باناسونيك، وأربعة جوائز MTV إندونيسيا. وبالإضافة إلى ذلك، تعتبر أغنيس سفيرة لمكافحة المخدرات في آسيا وكذلك سفيرة EXIT MTV في مكافحة الاتجار بالبشر.

## استوديو الألبوم
- ويروى (2003)
- Whaddup A '..؟! (2005)
- Agnezious بقداسة (2009)
- Agnes Is My Name
- أغنيس مونيكا

## ألبومات أخرى
- ومواء (1992)
- YESS! (1995)
- بالا بالا- (1996)
- نيز (2008)
- أغنيس اسمي (2011)

## روابط خارجية
- أغنيس مونيكا على موقع IMDb (الإنجليزية)
- أغنيس مونيكا على موقع ميوزك برينز (الإنجليزية)
- أغنيس مونيكا على موقع أول ميوزيك (الإنجليزية)
- أغنيس مونيكا على موقع أول ميوزيك (الإنجليزية)
- أغنيس مونيكا على موقع ديسكوغز (الإنجليزية)
- أغنيس مونيكا على موقع قاعدة بيانات الفيلم (الإنجليزية)